# Comandamentul 103 Munte (1943-1944)
Comandamentul 103 Munte a fost o mare unitate a Armatei României de vânători de munte înființată la 18 octombrie 1943, ca și dublură a Diviziei 3 Munte, sub numele de Comandamentul „Criș”.
Structura celor 4 comandamente de munte cu numere de la 101 la 104, înființate pe lângă fiecare dintre diviziile de munte drept efect al pierderilor suferite de trupele de munte, a fost similară: 4 batalioane și 2 divizioane de artilerie.
A fost comandat până la 19 mai 1944 de generalul Mihail Cămărașu, iar după aceea de colonelul Spiridon Săulescu.
În structura sa au intrat:
- Batalionul 105 Vânători de Munte
- Batalionul 106 Vânători de Munte
- Batalionul 111 Vânători de Munte
- Batalionul 112 Vânători de Munte
- Divizionul 109 Tunuri Munte
- Bateria 103 Obuziere Munte

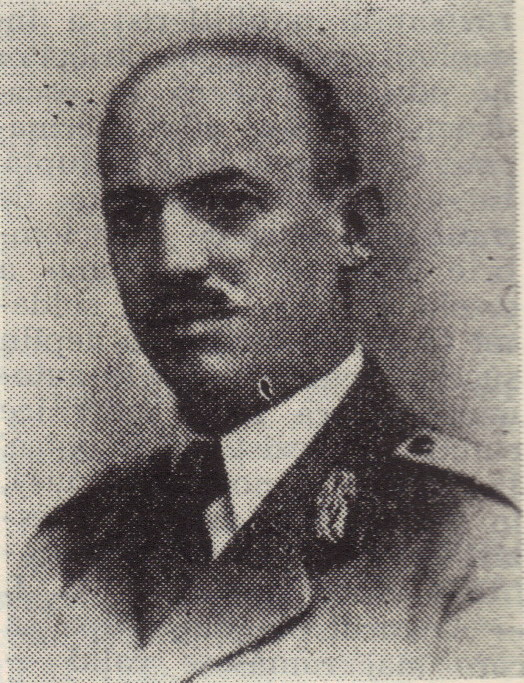
Generalul Mihail Cămărașu.

A luptat pe frontul din Moldova începând din luna aprilie 1944 în zona Târgu Neamț ca și Comandamentul 103 Munte, intrând pe rând în structurile Corpurilor I (inițial) și VII Armată (ulterior). Temporar a intrat atât în subordinea Artillerie-Kommandeur 7 (Arko 7) al XVII. Armeekorps⁠(en)[traduceți], cât timp Comandamentul 7 Artilerie german a fost pus la dispoziția Corpului I Armată român, cât și direct în subordinea Corpului XVII Armată German în cadrul Grupării General Welker. Începând cu 20 august s-a aflat în subordinea Diviziei 8 Infanterie, dislocat în apropiere de Roman în rezerva Armatei 4 române.
Comandamentul a subordonat Regimentul 17 Infanterie, dislocat la 12 mai 1944 în zona Piatra Neamț, cu misiuni operative.
După lovitura de stat de la 23 august 1944 a primit ordin să se retragă împreună cu Corpul VII Armată pe direcția Piatra Neamț–Roznov și în continuare spre sud pe direcția Tazlău–Onești. O parte din trupele sale, aflate în curs de deplasare de pe poziție, fiind surprinse de elemente înaintate sovietice au fost dezarmate și militarii lor au fost luați prizonieri. O altă parte a unităților sale, aflate sub comanda colonelului Ivan Pantelimon, comandantul Regimentului 17 Infanterie, s-a retras spre Piatra-Neamț prin Pipirig, și apoi pe văile Tarcăului și Asăului, reușind să evite întâlnirea atât cu trupele trupele sovietice cât și cu cele germane până în zona Comănești–Moinești–Asău, unde a fost depășite de unitățile Armatei 7 de Gardă sovietice⁠(en)[traduceți].
La sfâșitul lunii august 1944, comandamentul sovietic a ordonat regruparea trupelor Comandamentului 103 Munte la Moinești, în zona Lunca și acestea au intrat la începutul lunii septembrie 1944 în organica nou formatei Divizii 103 Munte, împreună cu forțele Comandamentului 104 Munte și ale Brigăzii 6 Artilerie. Ulterior, aceasta au acționat sub comandă sovietică pentru deschiderea Format:Râul Trotuș inițial în zona Munților Berzunți și ulterior la sud-est de Reghin, după care au intrat în rezerva Marelui Stat Major.